# Tabanus bubalophilus
Tabanus bubalophilus är en tvåvingeart som beskrevs av Schuurmans Stekhoven 1926. Tabanus bubalophilus ingår i släktet Tabanus och familjen bromsar. Inga underarter finns listade i Catalogue of Life.